# O Trapalhão e a Luz Azul
O Trapalhão e a Luz Azul é um filme brasileiro de 1999, dirigido por Paulo Aragão e Alexandre Boury. Estrelado por Renato Aragão, conta com as atuações de Christine Fernandes, Danielle Winitz e André Segatti, além das participações especiais de Adriana Esteves, Rodrigo Santoro, Cazé Peçanha e Dedé Santana, interpretando pela primeira vez um vilão. O filme também conta com as apresentações de O Rappa, SNZ e Raimundos.
Foi o último filme da dupla Didi e Dedé juntos. Os dois só retomaram a parceria nos cinemas em Os Saltimbancos Trapalhões: Rumo a Hollywood, lançado em 2017.

## Sinopse
O cantor Davi (André Segatti) e seu melhor amigo Didi (Renato Aragão) são transportados magicamente para um mundo distante onde todos os seus conhecidos vivem com outras identidades, tudo isso a partir de um poderoso cajado que Didi encontrou. Os dois vão parar no reino mágico de Taniz, onde o asqueroso Vizir (Dedé Santana) quer tomar posse de todo o reino e se casar com a princesa Allim (Christine Fernandes). A situação complica-se quando Vizir se alia ao malvado guerrilheiro Naval (Roberto Guilherme) e toma posse de todo o reino. Para salvar o lugar e seus habitantes, cabe a Didi encontrar a Luz Azul, uma luz mítica e muito poderosa dotada de grandes poderes mágicos. O único problema é que a tal Luz está nas mãos da malvada Bruxa Corona (Danielle Winitz). Para isso, o trapalhão contará com a ajuda de Tatu (Helder Agostini) e Pedrinha (Debby Lagranha), duas crianças camponesas e da serva Anajuli (Adriana Esteves) por quem Didi se apaixona.

## Elenco
| Intérprete          | Personagem             |
| ------------------- | ---------------------- |
| Renato Aragão       | Didi                   |
| André Segatti       | Davi / Príncipe Levi   |
| Christine Fernandes | Milla / Princesa Allim |
| Dedé Santana        | Dedé / Vizir           |
| Adriana Esteves     | Anajuli / Juliana      |
| Rodrigo Santoro     | D'Artagnan             |
| Thierry Figueira    | Aramis                 |
| Danielle Winits     | Corina / Bruxa Corona  |
| Helder Agostini     | Pedrinho / Tatu        |
| Debby Lagranha      | Tuta / Pedrinha        |
| Terezinha Elisa     | Rainha Flora           |
| Jorge Cherques      | Rei Emir               |
| Roberto Guilherme   | Sr. Rabugento / Naval  |
| Eliezer Motta       | Padre Samur            |
| Ivan de Albuquerque | Velho Mago             |
| Livian Aragão       | Bebê de Juliana        |
| Charles Myara       | Alfaiate               |
| Márcio Trigo        | Camponês               |
| Cazé Peçanha        | Ele mesmo              |
| SNZ                 | Elas mesmas            |
| O Rappa             | Eles mesmos            |
| Raimundos           | Eles mesmos            |
| Caxa Aragão         | Ele mesmo              |

## Prêmios e indicações
- Indicado ao Grande Prêmio do Cinema Brasileiro na categoria de Melhor Ator (Renato Aragão) e Melhor Direção de Arte (Yurika Yamasaki).

Fonte: IMDB.

## Curiosidades
- O filme foi o último da dupla Didi e Dedé. Ambos só retomariam a parceria dez anos depois em 2008.
- A bilheteria nos cinemas foi de 771.831 espectadores pagantes, de acordo com a Ancine.

## Ligações Externas
Página do Filme (no site da Globo Filmes)